# دهستان قشلاق جیتو
دهستان قشلاق جیتو نام دهستانی در بخش مرکزی شهرستان قرچک، استان تهران در ایران است. براساس سرشماری مرکز آمار ایران در سال ۱۳۹۵، جمعیت آن ۱۱۶۲۴ نفر (در ۳۲۴۱ خانوار) بوده‌است.